# سيلفيا مارين
سيلفيا مارين (بالإيطالية: Silvia Marin)‏ هي راقصة إيطالية، ولدت في 1967 في ميلانو في إيطاليا.